# Коктебельська затока
Коктебе́льська зато́ка (крим. Köktebel körfezi) — затока Чорного моря на південному заході Кримського півострова. На південному заході затока закінчується мисом Планерним, на сході — мисом Кіїк-Атлама, біля якого розташоване селище Кайгадор.
Довжина 7 км. Глибина біля входу 22 м, біля берегів — 0,8—2,8 м. Відносно глибоко вдається в сушу, має чотири бухти — Коктебель, Мертва, Тиха та Провато.
Підводні археологи біля мису Планерний виявили якорі та численні фрагменти амфор, датовані IX століттям.